# 安永航一郎
安永 航一郎（やすなが こういちろう、1962年（昭和37年）1月13日 - ）は、日本の漫画家。パロディや下ネタを扱った作品を多く手掛ける。
また、同人サークル「沖縄体液軍人会」（おきなわたいえきぐんじんかい）を主宰しており、同人活動においては、自身の作風をより強めた形でアニメやゲーム作品などの二次創作作品を発行している。

## 経歴
- 大分県出身[1]。大分舞鶴高等学校を経て、九州大学へ進学。
- 1980年（昭和55年）、「FIELD BALL1980」が『週刊ヤングマガジン』（講談社）主催の「ヤングマガジン創刊記念新人賞」を受賞し、同誌に掲載されて大学在学中に図星 京一郎名義でデビュー。
- 1981年（昭和56年）、「鉄人スポーツマスク」が『少年ジェッツ』（白泉社）主催の「少年ジェッツ創刊記念少年漫画賞ギャグ漫画部門」に入選し、同誌へ掲載される（TAJIMAN名義）。連作シリーズとなり計4話が同誌および別冊誌へ掲載。
- 1982年（昭和57年）から『週刊少年サンデー増刊』（小学館）に短編を発表し、現在のペンネームである「安永 航一郎」名義を使用する。1980年代後半は、『週刊少年サンデー』および『週刊少年サンデー増刊』を中心に、主に小学館系の雑誌で活動。
- 1995年（平成7年）末から「沖縄体液軍人会」という同人サークルを主宰し、アニメ・マンガ・ゲームのパロディ作品を積極的に制作している。

## 作品

### 漫画

#### 連載
- 県立地球防衛軍 （週刊少年サンデー増刊号、1983年5月号 - 1985年9月号）
- エイチマン （週刊少年サンデー、1984年34号 - 36号）
- 陸軍中野予備校 （週刊少年サンデー、1985年42号 - 1986年52号）
- 巨乳ハンター （週刊少年サンデー、1989年 - 1990年 → 週刊少年サンデー増刊号、1990年） - 不定期連載
- わたしの親父はホトケ様 （ウィングス、1989年4月号 - 7月号） - 短期集中連載
- 海底人類アンチョビー （週刊少年サンデー増刊号、1992年3月 - 1994年8月）
- 頑丈人間スパルタカス （少年キャプテン、1993年6月号 - 1996年1月号）
- 超感覚ANALマン （電撃大王、1994年創刊号 - 1999年12月号）
- 超人トトカルチョ （小学五年生 → 小学六年生、1995年3月号 - 8月号）
- 火星人刑事 （ウルトラジャンプ、1997年No.14 - 2002年9月号）
- 青空にとおく酒浸り （月刊COMICリュウ、2006年創刊号 - 2012年12月号）
- 下のほうの兄さん（モバMAN、掲載年不詳）

#### 読み切り
- 悪夢の昼食
- 肉弾X
- うで立て一代男　前編・後編（少年サンデー、1983年36号・37号、ぐあむしゃら新人競作第2弾）
- 宇宙戦艦ハーレムノクターン（サイバーコミックス、004号およびガンダムジェネレーション、1号） - アンソロジーコミックに収録
- 実録ジオン体育大学（サイバーコミックス、1990年016号） - アンソロジーコミックに収録
- ロボゾック（サイバーコミックス、022号）
- ゴジラ 対 盆栽娘（THEゴジラCOMIC収録）[3]
- サンデー19Show 奥崎健三、貧者の一報（週刊少年サンデー、1988年2・3合併号）
- フィギュアB×B(月刊チャンピオンREDいちご、2010年05月号)

### 挿絵
- 東京忍者・総集編（ぶらじま太郎・著、富士見ファンタジア文庫）
- 中村うさぎのビンボー日記（中村うさぎ・著、ザ・スニーカー連載[注 2]
- 定吉七番シリーズ（東郷隆・著）
  - 太閤殿下の定吉七番 カバーイラスト、ゲーム版のキャラクターデザイン･イラスト･コミカライズ
  - 定吉七番の復活 （小説現代2010年6月号 - 2011年2月号）雑誌連載版のみで単行本には未収録、文庫版でカバーイラスト
  - ビンボー・怒りの脱出（同人誌）表紙イラスト
  - マンコ・カパックの陰謀（同人誌）表紙イラスト
  - マンコ・カパックの逆襲（同人誌）表紙イラスト

### ゲーム
- 定吉七番（ハドソン、PCエンジン） キャラクターデザイン、コミカライズ
- 悪代官（ホビージャパン） カードイラスト、パッケージイラスト